# جینیود
جینیود (به ایتالیایی: Gignod) یک کومونه در ایتالیا است که در واله دائوستا واقع شده‌است.

## خصوصیات
جینیود ۲۵ کیلومترمربع مساحت و ۱٬۴۳۶ نفر جمعیت دارد و ۹۸۸ متر بالاتر از سطح دریا واقع شده‌است.

## خواهرخوانده
شهر Pontlevoy خواهرخواندهٔ جینیود هست.